# 城西乡 (太湖县)
城西乡，是中华人民共和国安徽省安庆市太湖县下辖的一个乡镇级行政单位。

## 行政区划
城西乡下辖以下地区：
大龙村、方洲村、凉亭村、幸福村、树林村和界址村。